# 曼努埃尔·何塞·阿尔塞
曼努埃尔·何塞·阿尔塞-法戈阿加（西班牙語：Manuel José Arce y Fagoaga，1787年1月1日—1847年12月14日），19世纪初期萨尔瓦多革命家、军人和自由派政治家。他曾于1825年至1829年期间成为第1任中美洲联邦共和国总统，在任不久便向保守派阵营靠拢并卷入了第一次中美洲内战，之后被弗朗西斯科·莫拉桑将军推翻而下野。